# 貊

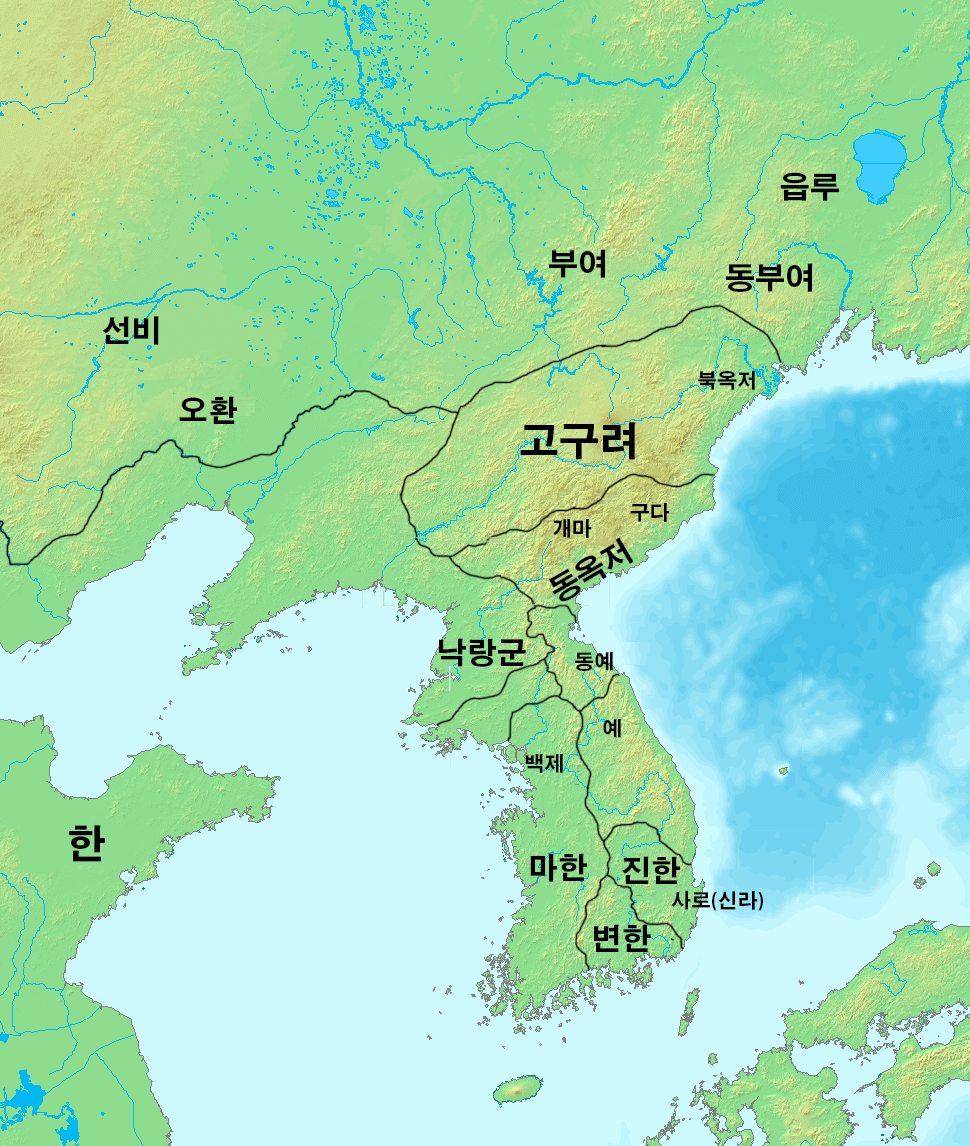
紀元前1世紀頃の東夷諸国と貊の位置。

貊（ばく）は、古代中国東北部から朝鮮半島北東部にかけて居住していた民族。

## 概要
史料には「穢貊」というような形であらわれることが多い。三上次男の整理によれば、「貊がある時代に穢を自称したとする説」（白鳥庫吉）、「穢は、貊の別種である穢貊の略称とする説」（池内宏）、「穢は貊の別種とする説」（和田清）、「穢は濊水流域に住んでいた貊であるとする説」（凌純声）がある。それらをふまえた三上次男の考説は、先秦時代の史料では、貊と穢とは結合せず、まったく別個に、単独で使われており、ほんらい穢族と貊族とは別個のものであり、前漢代から、穢と貊との住地が接近、あるいは同方向であったために、穢貊というような連称が生まれた、としている。田中俊明は、「このように穢と貊とはほんらい別のものであると考えるべきであろう。ただし、連称されるようになってから、史料上でも、正確な知識を持たないで記述することがおこり、混乱が生じるようになった。従って、それぞれの史料における用法に注意する必要がある」と指摘している。